# Victoria Pfeil
Victoria Pfeil (* 1. September 1994 in Steyr) ist eine österreichische Jazzmusikerin (Sopran- und Baritonsaxophon, auch Alt- und Tenorsaxophon, Klarinette und Bassklarinette, Komposition), die auch Weltmusik spielt.

## Leben und Wirken
Pfeil, die in Dietach bei Steyr aufwuchs, erlernte 2002 zunächst Blockflöte und Klarinette sowie Gitarre, bevor sie sich auf das Saxophon konzentrierte. Sie studierte nach der Matura zunächst an der Padägogischen Hochschule Oberösterreich, bevor sie von 2014 bis 2018 ein Bachelorstudium für Saxophon an der Anton Bruckner Privatuniversität bei Florian Bramböck und Andreas See absolvierte. Seit 2018 studiert sie im Masterstudiengang Popularmusik an der Universität für Musik und darstellende Kunst Wien bei Klaus Dickbauer und Clemens Salesny.
Bereits früh bildete Pfeil mit dem Akkordeonisten Paul Schuberth ein Duo, aus dem Trios wie trio akk:zent und zuletzt Dedleys Woodleybears entstanden. Mit dem trio akk:zent, zu dem noch Johannes Münzner gehört, veröffentlichte sie seit 2012 drei Alben und trat auch in Deutschland, Schweiz, Bosnien, Herzegowina, Italien, Usbekistan und Ungarn auf.
Pfeil ist auch Mitglied im Oktett Sepp und dem Trio Victhamin, mit dem sie Alben veröffentlichte. Weiterhin gehörte sie zur Bruckner University Big Band, der Jazz- und Rapband Pumn de Țărână (Eu Sint Litera), dem Ralph Mothwurf Orchester, dem Trio Pfeil trifft Faustmann und Meiri und dem Kollektiv Mamma Fatale, mit dem sie 2020 ausgezeichnet wurde. Mit Bratko Bibič, Tomáš Novák und Jelena Popržan trug sie zu Bibičs Album Hommage à Cliché bei.

## Diskographische Hinweise
- trio akk:zent: so oder so (Alessa Records 2012)
- trio akk:zent: solidaire (Alessa 2014)[3]
- trio akk:zent: Sweet Desert (Alessa 2016)
- Victhamin: Triangle (Alessa 2018, mit Tzu-Min Lee, Thatiana Gomes)[4]
- Sepp: Auf der Walz (Alessa 2019, mit Bilge Kaan Kuş, Christopher Haritzer, Gizem Kuş, Iradi Luna, Lothar Beyschlag, Tobias Steinberger, Tomáš Novák)